# 斯捷潘·奥布兰
斯捷潘·奥布兰（1956年8月2日—），克罗地亚前男子手球运动员。他曾代表南斯拉夫国家队参加1980年夏季奥林匹克运动会手球比赛，获得第6名。